# Снов
Снов (укр. Снов) — река в Брянской области России и Черниговской области Украины, правый приток Десны. Протяжённость составляет 253 км, площадь водосборного бассейна — 8700 км². Средний расход воды — 24 м³/с (в 87 км от устья). В низовье судоходна.

## География
В верхнем течении ширина русла от 4 до 14 метров, в нижнем — от 20 до 40 метров. Долина реки шириной от 1,5 до 4 км. Питание реки — снеговое (талыми водами). В зимнее время, как правило, замерзает в период декабрь—апрель. Пойма занята лугами и заболоченными участками. Русло реки (отметки уреза воды) в нижнем течении (село Макишин, Городнянский район) находится на высоте 110,4 м над уровнем моря, среднем течении (село Хоромное, Климовский район) — 122,4 м, верхнем течении (у истоков, село Сновское, Новозыбковский район) — 168,2 м.
Река берёт начало возле села Сновское (Новозыбковский район Брянской области), в 7 км юго-восточнее города Новозыбков. Течёт по Брянской области, на протяжении около 20 км река проходит по государственной границе Украины и России, далее — Черниговской области. В Черниговской области на реке располагается город Сновск, посёлок Седнев. Снов впадает в Десну южнее села Брусилов (Черниговский район), в 20 км выше Чернигова.
В нижнем течении Снов используется для судоходства и орошения. На Снове расположена Седневская ГЭС (пгт Седнев).
Притоки:
- правые (от истока к устью) Кривлянка, Ржавка, Клюс, Ирпа, Трубеж, Цата, Тетева, Холодница, Мостище, Смяч, Крюкова
- левые (от истока к устью) Точка, Титва, Середиха, Солова, Стратива, Ракужа, Блешенка, Ревна, Хмелинка, Елинка, Илькуча, Турчанка, Бречь, Домна, Бегач

## Галерея
Изображения реки Снов возле пгт Седнев:

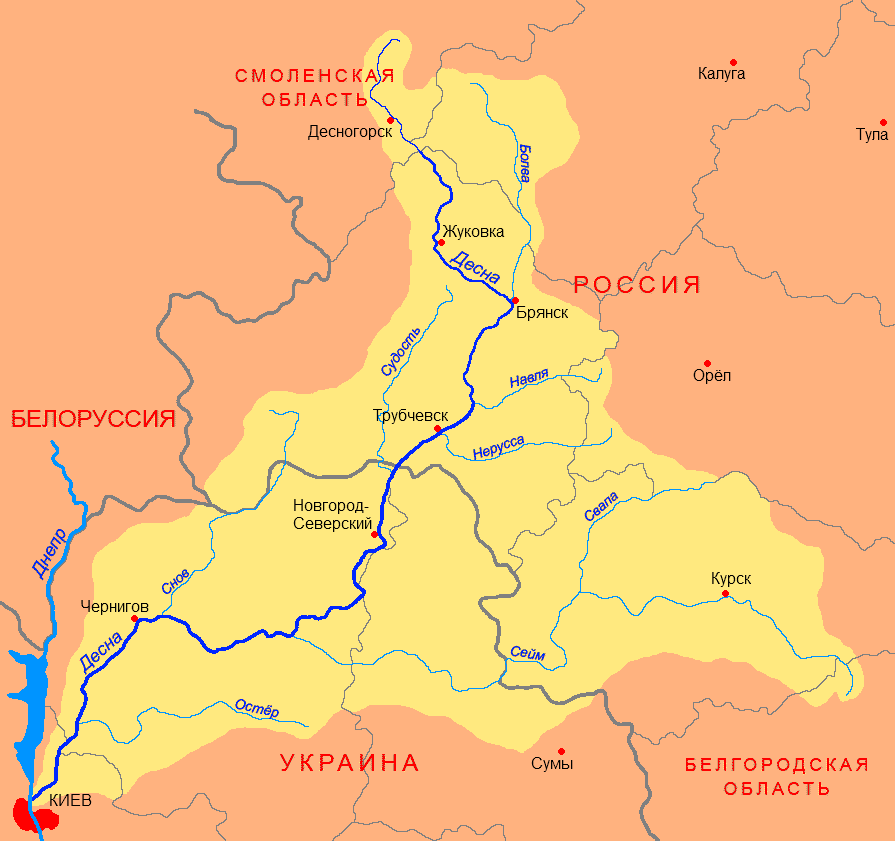
Бассейн Десны
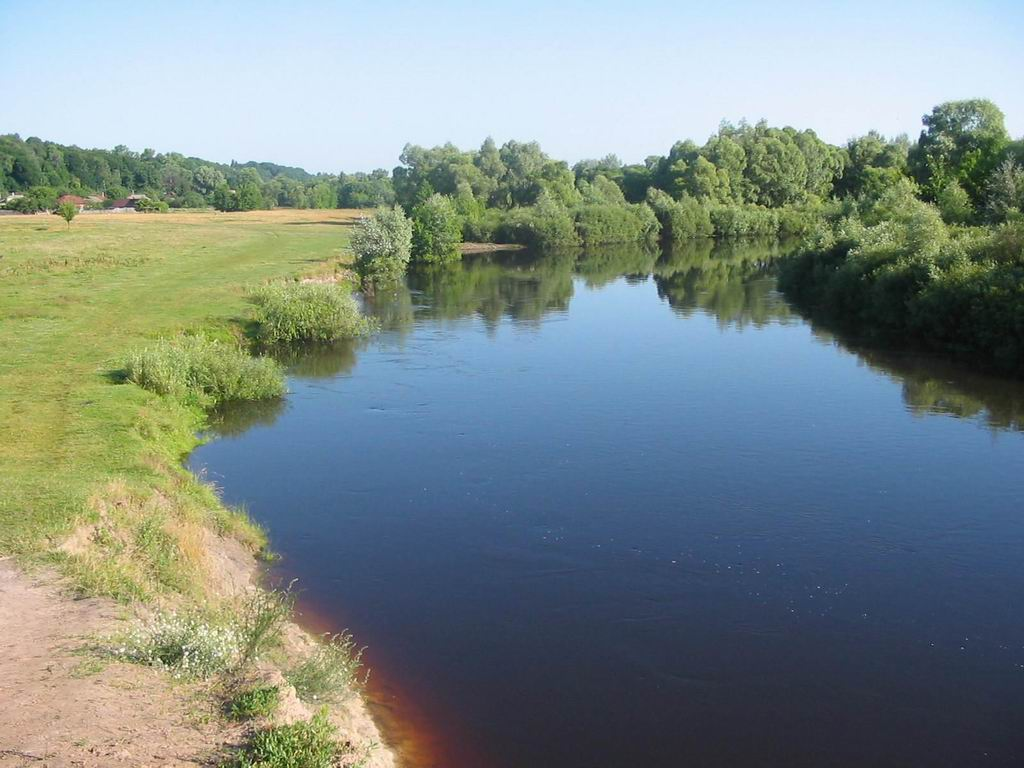
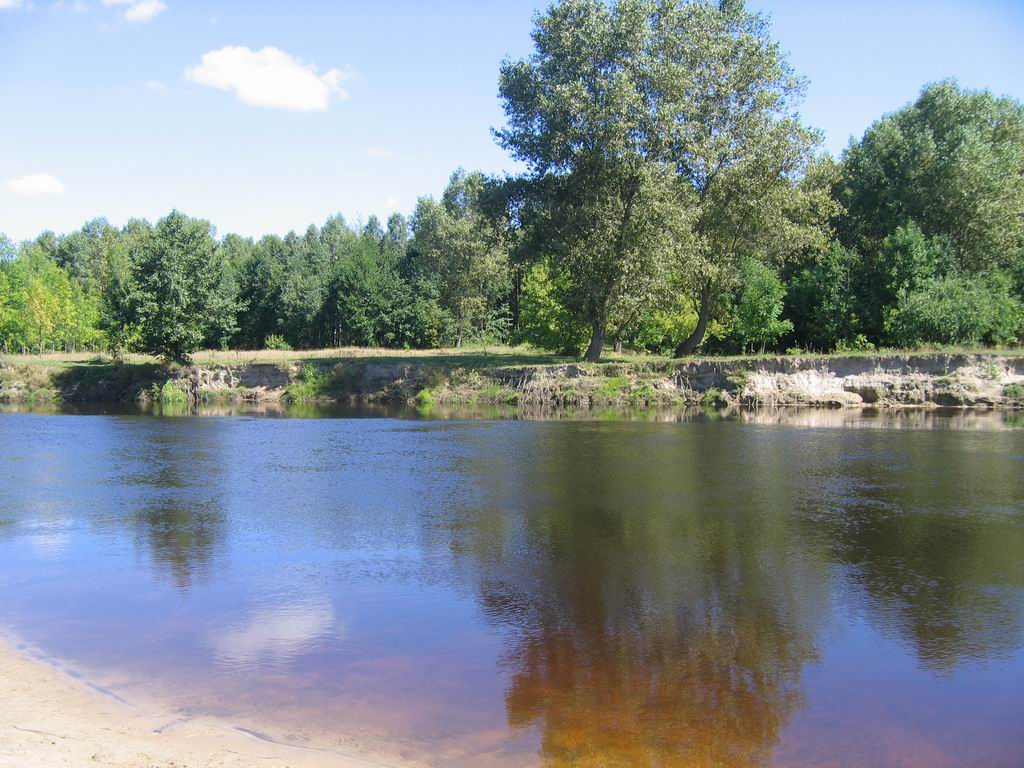
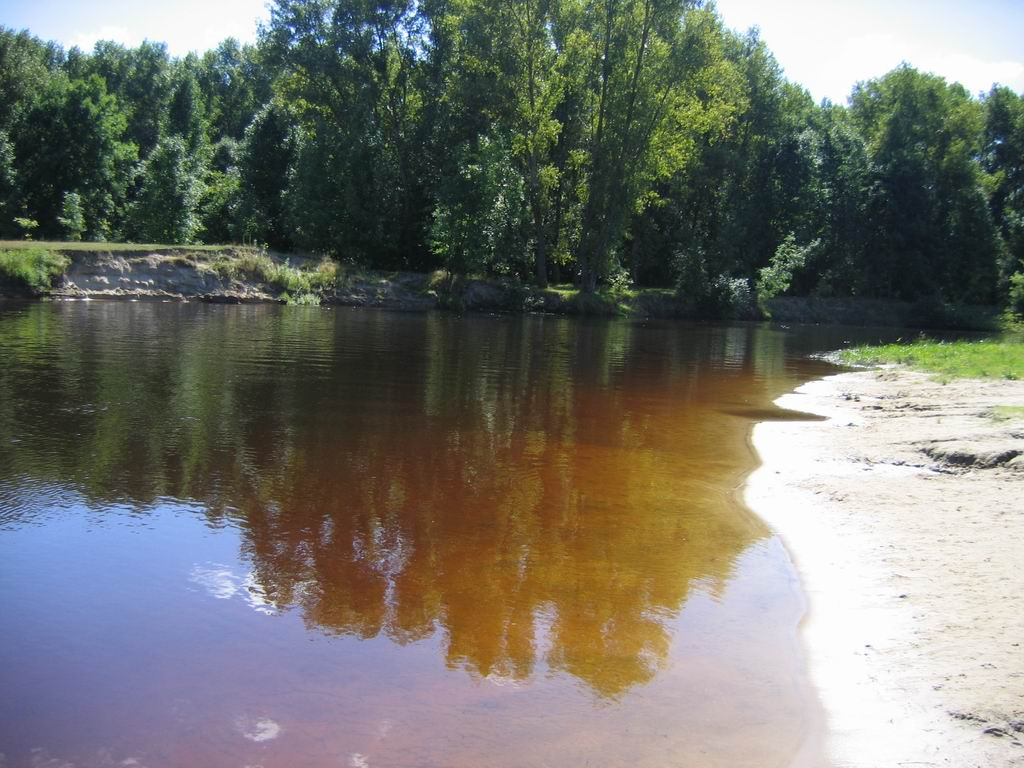
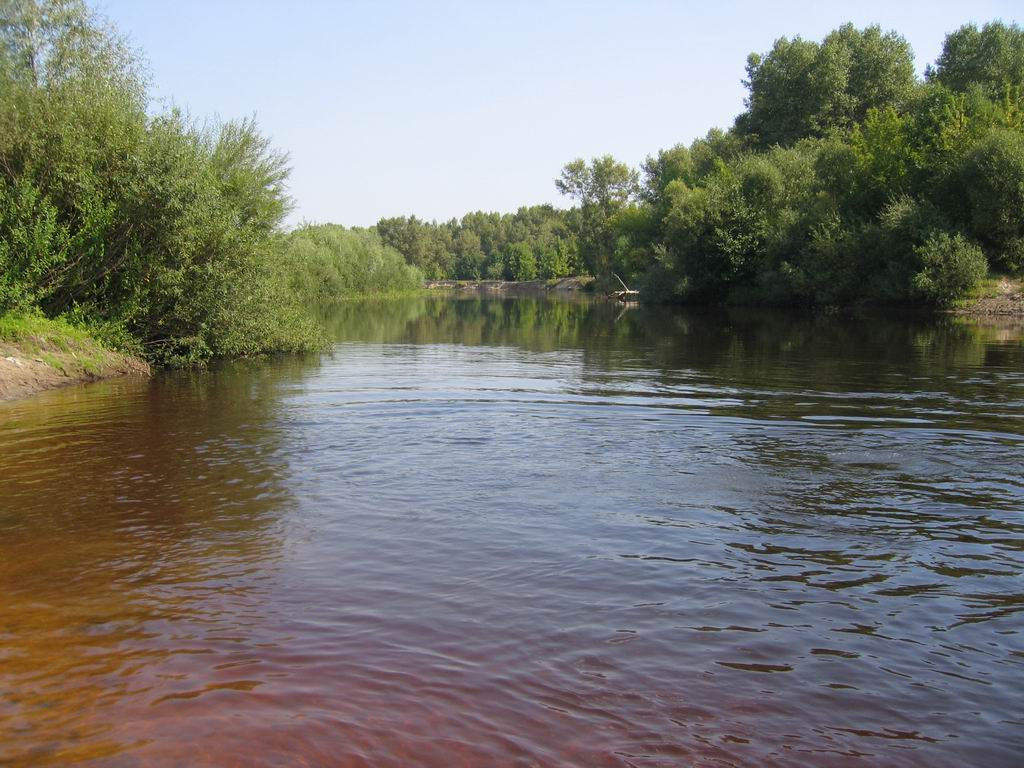